# Мурр-Негр (гора)
Мурр-Негр (фр. Mourre Nègre) — гора в Провансе на юге Франции, самая высокая гора массива Люберон (1125 м). Здесь находятся коммуны Орибо, Кабрьер-д’Эг и Кастелле. На вершине расположена ретрансляционная антенна.

## Этимология
Название Мурр — от провансальского лицо, морда, нос. Мурр-Негр означает «чёрное лицо».

## География

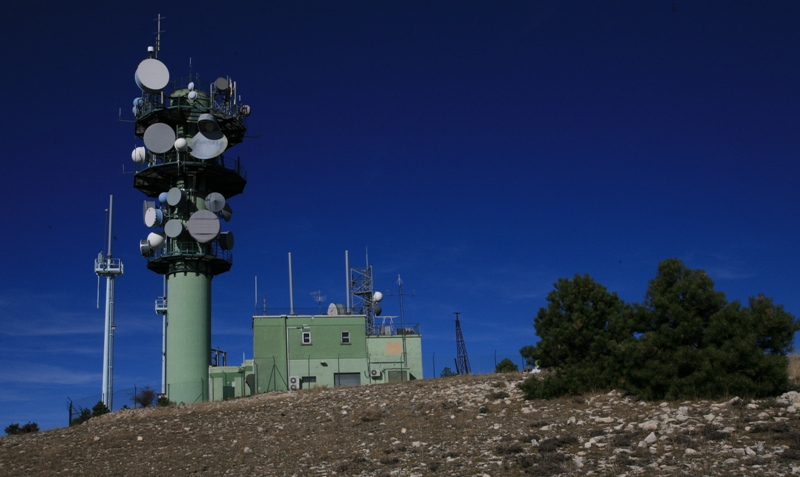
Ретрансляционная антенна на вершине Мурр-Негр.

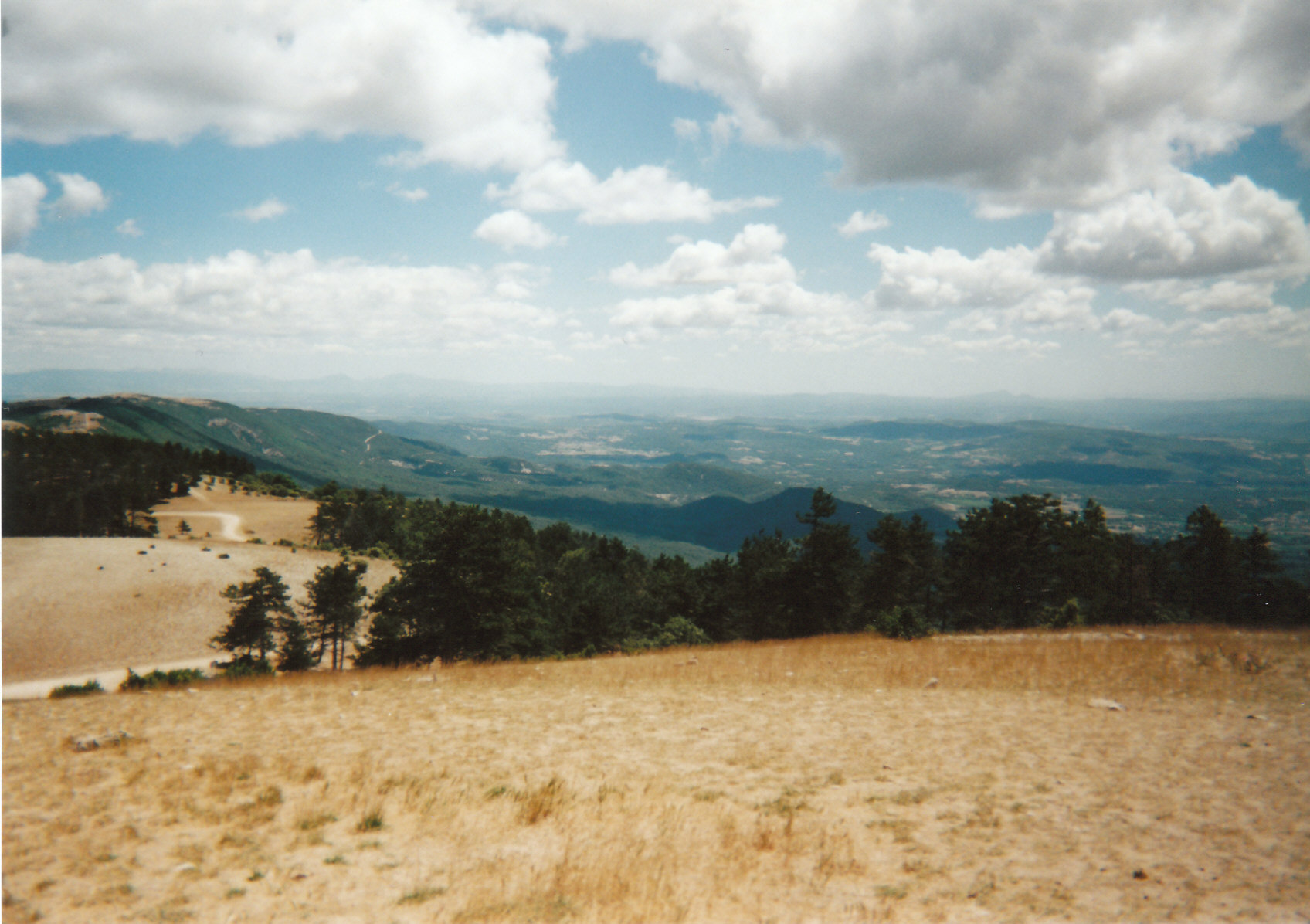
Пейзаж с вершины.

Высота над уровнем моря — 1125 м, находится на юге Франции на территории департаментов Воклюз и Альпы Верхнего Прованса в 70 км к северу от Марселя. Гора расположена в Большом Любероне. На вершине горы находится ретрансляционная антенна. К югу от горы находится пруд Бонд, крупнейший водоём Воклюза.

### Гидрология
На вершине находится исток реки Эг Брён.

### Флора
У подножия вершины находятся сосновые массивы пинии, типичные для средиземноморского климата, в то время как непосредственно вершина занята чёрной сосной и песчаными пустошами.

## Панорама
- На востоке: верхний Вар и вершины доминирующие над Вердонским ущельем (Мурр-де-Шанье, Гран-Марж и др.), равнина Валансоль и заснеженные Альпы.
- На юге: гора Сент-Виктуар, Орельянские горы, массив л'Этуаль, массив Кост, массив Сен-Бом и др.
- На западе: Малый Люберон, массив Альпий, включая Ронскую низменность и департамент Гар.
- На севере: горы Воклюза, вершины Люр и Мон-Ванту.

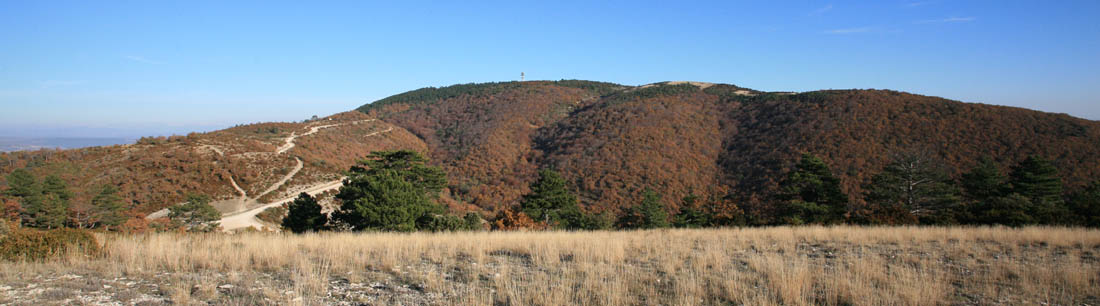
Вид на вершину Мурр-Негр с соседней вершины на западе.